# Campeonato Europeo de Baloncesto Femenino de 1958
El VI Campeonato Europeo de Baloncesto Femenino se celebró en Łódź (Polonia) entre el 9 y el 18 de mayo de 1958 bajo la denominación EuroBasket Femenino 1958. El evento fue organizado por la Confederación Europea de Baloncesto (FIBA Europa) y la Federación Polaca de Baloncesto.
Un total de doce selecciones nacionales afiliadas a FIBA Europa compitieron por el título europeo, cuyo anterior portador era el equipo de la Unión Soviética, vencedor del EuroBasket 1956. 
La selección de Bulgaria se adjudicó la medalla de oro, la plata fue para la Unión Soviética y el bronce para Checoslovaquia.
De las 22 participaciones de la Unión Soviética en Campeonato Europeo de Baloncesto Femenino, fue la única en la que no obtuvo la medalla de oro.

## Plantilla del equipo subcampeón
- Unión Soviética:

Nina Maksimel'janova, Nina Maksimova, Valentina Kostikova, Maret-Mai Otsa, Gražina Tulevičiūtė, 
Raisa Michajlova, Tat'jana Kudrjavceva, Nina Arciševskaja, Nina Erëmina, Galina Stepina, Aime Kraus, Helēna Bitnere.